# Alcalá de Moncayo
Alcalá de Moncayo è un comune spagnolo di 127 abitanti situato nella comunità autonoma dell'Aragona.